# Museo Casa de Piedra
El Museo Casa de Piedra, está ubicado en la antigua estación de la ciudad de Apizaco, Tlaxcala. Fue creado en 1916 por Ferrocarriles Nacionales de México, como sede de los trabajadores de vía.

## Historia
Se convirtió en museo el 23 de febrero de 2001, con el propósito de alojar la historia del ferrocarril mexicano como parte de la historia del estado de Tlaxcala.
Durante la Inauguración, se realizó una exposición a de 12 pinturas y 2 esculturas, realizadas por el artista José Luis Piedras Dorantes.  
El museo cuenta con doce salas permanentes divididas en cinco áreas: Museo Ferrocarrilero, Museo Urbano-Religioso, Club de Leones de Apizaco, Museo Taurino y Biblioteca Pública. Ofrece el servicio de conferencias, concursos, biblioteca y audioteca, así como exposiciones de artes plásticas y visuales en sus tres salas permanentes.
Alberga varias colecciones que presentan la vida urbana y religiosa del estado, así como de la tauromaquia celebrada en la ciudad. Entre los elementos que destacan en su exhibición se encuentran: un cuadro donado por los señores Federico de la Gándara y Carlos González; el nombramiento original del primer presidente municipal de Apizaco; los planos originales de la Basílica de Nuestra Señora de la Misericordia, y el escudo de la ciudad diseñado por el maestro Cutberto Escalante en 1966.